# Lesencefalu
Lesencefalu is een plaats (község) en gemeente in het Hongaarse comitaat Veszprém. Lesencefalu telt 326 inwoners (2001).